# 加伊乌斯·朱利叶斯·索利努斯
加伊乌斯·朱利叶斯·索利努斯（英語：Gaius Julius Solinus），约于公元2世纪至公元3世纪前后活动。200年写作《要事集》，是老普林尼《自然史》和麦拉的地理著作概要。“地中海”一名即由他始。

## 扩展阅读
- 本条目包含来自公有领域出版物的文本: Chisholm, Hugh (编).  (第11版). London: Cambridge University Press. 1911.